# Jüdische Elementarschule (Eschwege)
Koordinaten: 51° 0′ 22″ N, 10° 9′ 54″ O
Die Jüdische Elementarschule in Eschwege, der heutigen Kreisstadt des Werra-Meißner-Kreises in Hessen, wurde 1827 gegründet und zum 1. Oktober 1939 aufgehoben. Die Elementarschule wurde auch als Israelitische Volksschule bezeichnet. Das ehemalige Schulgebäude ist heute als Kulturdenkmal in die Denkmalliste des Landes Hessen eingetragen.
Das Schulgebäude mit der Adresse Schulstraße 3 wurde 1839 gleichzeitig mit der benachbarten Eschweger Synagoge erbaut. Der angestellte Lehrer war teilweise auch als Chasan der jüdischen Gemeinde tätig. An Lehrern werden genannt: bis 1851 ein Lehrer Schloß, von 1851 bis 1870 Chasan und Lehrer M. Engelbert (1866 gab es in der Schule 28 Schüler), von 1870 bis 1907 Chasan Werthan, von 1907 bis 1931 Lehrer Simon Glauberg und ab 1931 Lehrer Sally Wiesenfelder.
Die Schülerzahlen der jüdischen Volksschule, die um 1870 von etwa 80 Kindern besucht wurde, waren im Laufe der Zeit stark rückläufig. Als die Schule im Herbst 1939 aufgelöst wurde, besuchten noch knapp 40 Kinder die Schule. Während der Novemberpogrome am 9. und 10. November 1939 wurden alle männlichen Juden der Stadt in sogenannte Schutzhaft genommen und für einige Tage in der Schule untergebracht, bevor sie in das KZ Buchenwald abtransportiert wurden.
Schule und Synagoge wurden nach dem Ende des Zweiten Weltkriegs kurzzeitig wieder von einer jüdischen Gemeinde genutzt – die Schule diente als Sitz der jüdischen DP-Gemeinde Eschwege, die sich nach 1945 gebildet hatte, als bei Eschwege ein Lager für KZ-Überlebende auch zahlreiche Menschen jüdischen Glaubens beherbergte. Diese neue jüdische Gemeinde löste sich 1952 wieder auf, nachdem die meisten der Juden Eschwege wieder verlassen hatten.
Das inzwischen unter Denkmalschutz stehende Schulgebäude befindet sich seit 1952 in Privatbesitz und wird heute als Wohn- und Geschäftshaus genutzt.